# Michael Désir
Connu pour ses talents de batteur, Michael Désir, né le 16 septembre dans le département de la Côte-d'Or, est un auteur - compositeur et chanteur français.
Après de nombreuses collaborations en tant que directeur musical et réalisateur, il lance son projet d'auteur - compositeur - interprète en 2025, avec une session acoustique " À La Maison " disponible sur toutes les plateformes.

## Biographie
Michael Desir découvre la batterie dès l'âge de six ans et monte sur scène peu de temps après. À la suite du succès local du groupe qu'il fonde avec ses amis de garage, il quitte Auxerre à 16 ans, déterminé à prendre sa place dans la capitale.
Très vite repéré sur Paris, principalement pour ses qualités artistiques en studio et sa présence scénique, il se fait un nom au sein du RimShot Crew qui enflamme les scènes parisiennes.
The Roots, K-Reen, Hocus Pocus, le Saïan Supa Crew, DJ Mehdi... il développe un jeu et un son qui lui sont propres, avec un groove qui fera de lui une référence internationale. Keziah Jones, piqué par la puissance de son jeu, finira par le nommer "The Monster".
Un "monstre" déterminé qui accompagne en studios et sur les scènes nationales et internationales Wallen, Disiz, Imany, Jenifer, M Pokora, Defunkt, Christophe Mae, Pascal Obispo, Florent Pagny, Keziah Jones et Ayo durant une quinzaine d'années. 
Composant pour Sir Samuel et Diam's entre autres, il met à profit son talent pour les autres et devient directeur musical pour Disiz, M. Pokora, Christophe Mae et Keziah Jones.
En 2015, Faada Freddy l'invite à collaborer sur l'album et la tournée Gospel Journey.
Il continue la route avec Christophe Maé sur l'Attrape-rêve et la Vie d'Artiste.
Entre-temps, Pascal Obispo fait appel à lui pour composer l'intégralité de l'album Reggae Et Caetera qui sort en 2021. 

## Sponsors
- Batterie : Lalite

## Discographie (batteur)
| Année | Artiste                         | Albums                                                | Titres |  |
| ----- | ------------------------------- | ----------------------------------------------------- | --- |  |
| 2003  | Ras Smaïla                      | Paul Jones Programme                                  | Séance 1 |  |
| 2003  | Ras Smaïla                      | True Story                                            | True story, Stone free, Zombie, Love unit |  |
| 2005  | Wallen                          | Francofolies de La Rochelle                           | Francofolies de La Rochelle, A force de vivre, Avoir la vie devant soi, Celle qui dit non, L’olivier, Comme on devait, Dona                                                                                               |  |
| 2006  | Faudel                          | Mundial Corrida                                       | Alger USA, Elles s’envolent, Mundial Corrida, Elle chante pour moi, Dis leurs qu’ils s’aiment |  |
| 2006  | Baby Hip Hop                    | Le Baby Clash                                         | On est là |  |
| 2006  | Cécile Corbel                   | Song Book 1                                           | C’hoant Dimein, Bemnoz |  |
| 2007  | Chimène Badi                    | Le Miroir                                             | Le miroir, Avec ou sans lui, Pourquoi le monde a peur, Une femme a qui l’on ment, Tu me manques déjà, Je dirais jamais, Face                                                                                              |  |
| 2007  | Christophe Maé                  | Mon Paradis                                           | On s’attache, Parce qu’on sait jamais, Ça fait mal, C’est ma terre, Ma vie est une larme, Va voir ailleurs |  |
| 2008  | Louisy Joseph                   | La Saison des amours                                  | Assis par terre, Mes insomnies |  |
| 2009  | Pascal Obispo                   | Welcome to the Magic World of Captain Samouraï Flower | Welcome to the magic world, Le Drapeau, Idéaliste, Mary Jane, Sous le chapiteau, Singing my song, La Valse des regrets, Mr Sunshine, Magic trip, I give you my love, L’Histoire, Idealist                                 |  |
| 2010  | John Mamann                     | Mister Joe                                            | Pas jaloux, On est tous comme ça, Al Pacino, Donnez moi le sens, Je flambe, Mister Joe, Vivre sa différence, Pas de malaise, Le Dernier à partir, Ne plus se laisser faire, Périphérique, Mamie                           |  |
| 2010  | Jena Lee                        | Ma référence                                          | Éternise moi |  |
| 2010  | Christophe Maé                  | On trace la route                                     | Je me lâche |  |
| 2010  | Florent Pagny                   | Tout et son contraire                                 | Je laisse le temps faire |  |
| 2011  | Adam et Ève : La Seconde Chance | Adam et Ève : La Seconde Chance                       | Rien ne se finit, Ce qu’on ne m’a jamais dit, Ma bataille, Adam et Ève les passagers, Si j’étais Ève, Game Over, Et Dieu dans tout ça, Le meilleur, Do U canna be my liv, Adam et Ève l’amour, Ce qu’on ne m’a jamais dit |  |
| 2011  | Sir Samuel                      |                                                       | Harmony, Plus jamais ça |  |
| 2012  | Adam et Ève : La Seconde Chance | Adam et Ève : La Seconde Chance                       | Aimez vous, C’est écrit, Time to see the light, C’est lui que tu aimes, Oh embrasse moi, Pas aux normes, Soldiers, Ce que ne m’a jamais dit (version longue), Demain comme la veille                                      |  |
| 2013  | Pascal Obispo                   | Millésimes (compilation)                              | Tu m’avais dit, Comment veux tu que je t’aime |  |
| 2013  | Sarah Riani                     | Sarah Riani                                           | Street Symphonie, Taxi Driver, Le Mal des mots, Les Héros n’existent pas, Fille d’aujourd’hui, Cinéma, Ainsi va la vie, Le Monde est mort                                                                                 |  |
| 2013  | Marie Cherrier                  | Billie                                                | Comme tu m'vois, La Cavale, Collée à ta bouche, MA parole, Gouache story, À tes dix doigts, J'm'appelle Billie, Scotch, Billie brouillard, Lou our la suite, T'es où ?                                                    |  |
| 2013  | Ayọ                             | Ticket to the world                                   | Who |  |
| 2013  | Pascal Obispo                   | Le Grand amour                                        | D'un Avé Maria, Pendant que je chante', Un jour, Arigato, Le Grand amour, Un Homme est passé, Quand j'entends la musique, Saigne, Le Lanceur de couteau, La rouille, Villa Said                                           |  |
| 2013  | Keziah Jones                    | Captain Rugged                                        | Afronewave, Nollywoodoo, Hypothetical, Lunar, Utopia |  |
| 2014  | Natalia Doco                    | Mucho Chino                                           | Freezing (in the sun) |  |
| 2014  | Imany                           | Sous les jupes des filles (bande originale de film)   | The seasons lost their jazz, The Good, The bad & the crazy, Try again, Don't be so shy, Dropped down, Sitting on the ground                                                                                               |  |
| 2014  | Yoann Fréget                    | Quelques heures avec moi                              | Les mots qu'on ne peut pas dire, Nos États-Unis, Bienvenue dans ma maison, Un dieu très ordinaire, Terre mère, Un cœur de femme, Couleur Love, C'est tout comme, Je donne, Quelques heures avec moi, Sur tes épaules      |  |
| 2014  | Sultan                          |                                                       | Pour eux |  |
| 2015  | Sako                            | Une vie                                               | Une vie, Laisses toi t'en aller |  |
| 2015  | Faada Freddy                    | Gospel Journey                                        | Letter to the lord, Truth, Reality cuts me like a knife, Generation lost, We sing in time, Slow down, Let it go, Little black sandals, The death of me, Lost, Borom bi (Body percussion / Vocal)                          |  |
| 2016  | Imany                           | There were tears                                      | No reason, no rhyme, You don't belong to me, I long for you (body percussion), Nothing to save (Claps), There were tsars, Wrong king of war, I used to cry, I'm not sick but I'm not well, Silver lining                  |  |
| 2016  | Christophe Maé                  | Il est où le bonheur                                  | L'Attrapes Rêves, La Parisienne, Il est où le bonheur, Californie, Les amis, Marcel, Lampedusa, La Vallée des larmes, 40 ans demain, Ballerine                                                                            |  |